# Румынская национальная фасция
Румынская национальная фасция (рум. Fascia Naţională Română) — небольшая фашистская организация, действовавшая в Румынии в течение короткого времени в 1920-х годах.
Во главе с Титусом Вифором, группа вышла из существовавшей недолгое время Национальной фашистской партии в 1921 году и на пике своё развития насчитывала 1500 членов. Основной идеологией стал национал-социализм, хотя в целом они продолжали политику корпоративизма, земельной реформы и поддерживали создание сельскохозяйственных кооперативов. Главными областями влияния движения была Молдавия, Буковина и Банат.
Партия объединилась с Национальным итало-румынским культурным и экономическим движением в 1923 году чтобы сформировать Национальное фашистское движение.